# ليوناردو رويز
ليوناردو رويز (بالإسبانية: Leonardo Ruiz Serpa)‏ هو لاعب كرة قدم بيروفي، ولد في 9 ديسمبر 2000 في ليما في بيرو.

## وصلات خارجية
- ليوناردو رويز على موقع قاعدة بيانات كرة القدم.إي يو (الإنجليزية)
- ليوناردو رويز على موقع Soccerway.com (الإنجليزية)